# Кафедральный собор Сен-Луи
Собор Сен-Луи в Ла-Рошели (фр. Cathédrale Saint-Louis de la Rochelle) — римско-католический храм в городе Ла-Рошель (департамент Приморская Шаранта, Франция), принадлежащий к епархии Ла-Рошели. Строился в 1742—1857 годах, творение архитекторов Жака и Жак-Анжа Габриэль. В 1906 году собор и близ стоящая колокольня XII века были признаны историческими памятниками.

## История
Первоначальная церковь, находившаяся на этом месте, была разрушена гугенотами в 1568 году. Возведённая в XII веке готическая колокольня Сен-Бертелеми сохранилась, несмотря на то, что во время обороны города[от кого?] (Осада Ла-Рошели?) на ней размещалась артиллерия. Башня находится с задней стороны возведённого позднее здания собора. 
В 1648 году была учреждена епархия Ла-Рошели. Её первый кафедральный храм сгорел в 1687 году. Место для строительства нового храма было определено лишь в 1734 году — инициаторами строительства были кардинал де Флери и епископ Огюстен Рош де Мену де Шарнизе. В 1741 году архитектор Жак Габриэль представил проект здания, на следующий год состоялась закладка собора. После смерти Жака Габриэля проект возглавил его сын Жак-Анж Габриэль. Из-за нехватки средств работы продвигались медленно.

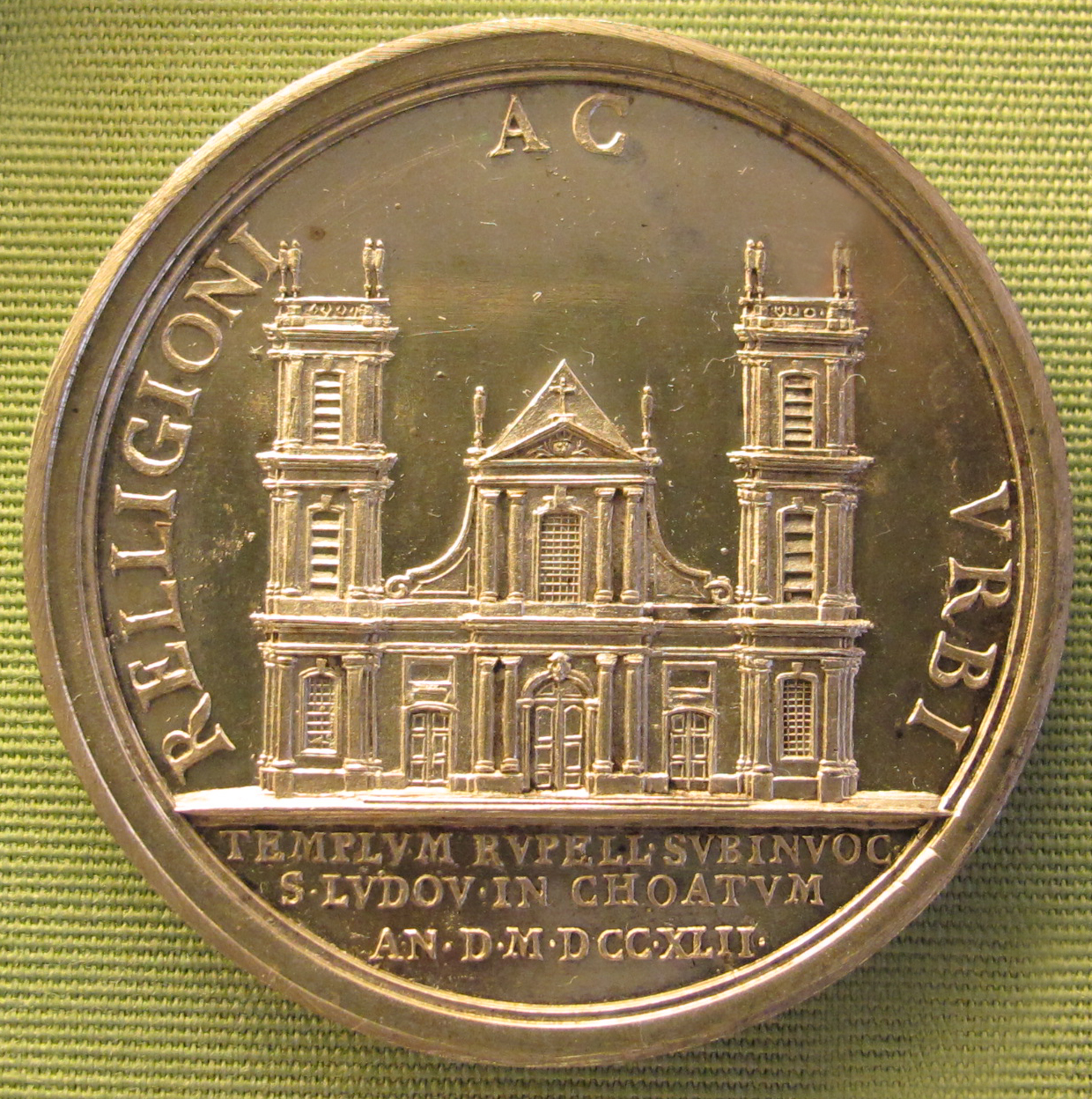
Медаль, отчеканенная в ознаменование закладки собора в 1742 году

В 1784 году ещё недостроенный собор был освящён, и в нём начались богослужения. Этот период продолжался недолго: в годы революции Францию охватили антиклерикальные настроения, и в соборе каждую декаду проводились службы культа Верховного Существа. В 1801 году первый консул позволил верующим использовать собор по назначению дважды в год, в период проведения ярмарок. 3 октября 1802 года здание было возвращено католическому приходу Сен-Бертелеми, храм которого был разрушен по время революции. После этого был проведён ремонт здания, приведены в порядок крыша и витражи, проведены работы на хорах и апсидах трансепта. Вход с улицы Шодрие был закрыт, и в 1835 году началось строительство галереи для органа.
В 1849 году было решено довести до конца возведение храма, и 12 февраля начались строительные работы. В целом, за исключением отделки, они завершились к сентябрю 1857 года. 18 ноября 1862 года состоялось повторное освящение храма. По замыслу Жака Габриэля собор должны были фланкировать две башни, однако они так и не были возведены.
30 октября 1906 года собор, как и готическая колокольня, были включены в перечень исторических памятников Франции.